# Reinhold Heil
Reinhold Heil (Schlüchtern, 18 mei 1954) is een Duitse componist, geluidstechnicus, producer, pianist, toetsenist en zanger.

## Levensloop
Heil bezocht het Ulrich-von-Hutten-Gymnasium in zijn geboorteplaats. In de jaren zeventig studeerde hij geluidstechnicus aan de Universiteit voor de Kunsten Berlijn (Duits: Universität der Künste Berlin). Daarna was hij muzikant in vijf verschillende succesvolle bands en is hij betrokken bij de muziek van verschillende projecten en muzikanten.
Heil woont sinds 1997 in Californië en sinds 2010 in het centrum van Los Angeles, waar hij een studio heeft opgezet waarin hij werkt. Hij werkt vaak samen met de componist Johnny Klimek. Samen zijn ze verantwoordelijk voor de filmmuziek van bijna alle Tom Tykwer-films. In 2013 werd Heil samen met Klimek en Tykwer genomineerd voor een Golden Globe voor beste filmmuziek voor hun veelgeprezen filmmuziek voor de epische sciencefictionfilm Cloud Atlas.

## Musicus

### Bandlid
- Bakmak (Jazz) 1973-1978;
- Nina Hagen Band (met Nina Hagen, Herwig Mitteregger, Manfred Praeker en Bernhard Potschka; Duitstalige punk en rock) 1977-1979;
- Spliff (dezelfde line-up zonder Nina Hagen; Engels en Duitstalige rock) 1979-1985;
- Cosa Rosa (met zijn partner Rosemarie Precht (†); Duitstalige pop) 1982-1986;
- Froon (met Praeker, Potschka en Lyndon F. Connah; Engelstalige rock) 1987-1988.

### Bijdrage
Projecten en muzikanten waaraan Reinhold Heil meedeed zijn Simon Bonney, Jasmine Bonnin, Chime, Curt Cress, Thomas D. en Franka Potente, Froon, Annette Humpe, Interzone, Mad Romeo, Maloo, Manfred Maurenbrecher, Ulla Meinecke, Rainbirds, Rio Reiser, Stephan Remmler, Marianne Rosenberg, Stefan Waggershausen en Kim Wilde.
Hij produceerde ook de eerste drie Nena-albums en was verantwoordelijk voor de theatermuziek voor de Shakespeare-productie van Katharina Thalbach in het Schillertheater in Berlijn.

## Filmografie
| Jaar | Titel                                                                             | Opmerkingen                                            |
| ---- | --------------------------------------------------------------------------------- | ------------------------------------------------------ |
| 1984 | Baby                                                                              | met Spliff                                             |
| 1997 | Winterschläfer                                                                    | met Johnny Klimek en Tom Tykwer                        |
| 1998 | Lola rennt                                                                        | met Johnny Klimek en Tom Tykwer                        |
| 2000 | Der tote Taucher im Wald                                                          |                                                        |
| 2000 | I Love You, Baby                                                                  |                                                        |
| 2000 | Der Krieger und die Kaiserin                                                      | met Johnny Klimek en Tom Tykwer                        |
| 2001 | Tangled                                                                           | met Johnny Klimek                                      |
| 2002 | One Hour Photo                                                                    | met Johnny Klimek                                      |
| 2002 | Bang Bang You're Dead                                                             | met Johnny Klimek                                      |
| 2002 | Nick Knatterton - Der Film                                                        | met Johnny Klimek en Xaver von Treyer                  |
| 2003 | Swimming Upstream                                                                 | met Johnny Klimek                                      |
| 2005 | Deck Dogz                                                                         | met Johnny Klimek                                      |
| 2005 | Sophie Scholl - die letzten Tage                                                  | met Johnny Klimek                                      |
| 2005 | Land of the Dead                                                                  | met Johnny Klimek                                      |
| 2005 | The Cave                                                                          | met Johnny Klimek                                      |
| 2006 | Paris, je t'aime (segment "Faubourg Saint-Denis")                                 | met Johnny Klimek en Tom Tykwer                        |
| 2006 | Perfume: The Story of a Murderer                                                  | met Johnny Klimek en Tom Tykwer                        |
| 2007 | Blood and Chocolate                                                               | met Johnny Klimek                                      |
| 2007 | Anamorph                                                                          | met Johnny Klimek                                      |
| 2008 | One Missed Call                                                                   | met Johnny Klimek                                      |
| 2008 | Blackout                                                                          | met Johnny Klimek                                      |
| 2009 | The International                                                                 | met Johnny Klimek en Tom Tykwer                        |
| 2009 | Deutschland 09 - 13 kurze Filme zur Lage der Nation (segment "'Feierlich reist'") | met Johnny Klimek en Tom Tykwer                        |
| 2010 | Bis aufs Blut - Brüder auf Bewährung                                              | met Johnny Klimek                                      |
| 2010 | Teufelskicker                                                                     | met Johnny Klimek                                      |
| 2010 | Happiness Runs                                                                    | met Johnny Klimek                                      |
| 2010 | Tomorrow, When the War Began                                                      | met Johnny Klimek                                      |
| 2010 | 3                                                                                 | met Johnny Klimek, Gabriel Isaac Mounsey en Tom Tykwer |
| 2011 | 6 giorni sulla Terra                                                              | met Alana Balagot, Johnny Klimek en Varo Venturi       |
| 2011 | Killer Elite                                                                      | met Johnny Klimek                                      |
| 2012 | Cloud Atlas                                                                       | met Johnny Klimek en Tom Tykwer                        |
| 2013 | Haunt                                                                             |                                                        |
| 2014 | I, Frankenstein                                                                   | met Johnny Klimek                                      |
| 2019 | Running with the Devil                                                            |                                                        |

## Overige producties

### Televisiefilms
| Jaar | Titel                                    | Opmerkingen       |
| ---- | ---------------------------------------- | ----------------- |
| 1996 | Das erste Mal                            |                   |
| 1998 | Hauptsache Leben                         |                   |
| 2002 | Big Shot: Confessions of a Campus Bookie | met Johnny Klimek |
| 2004 | Iron Jawed Angels                        | met Johnny Klimek |
| 2004 | Dornröschens leiser Tod                  |                   |
| 2008 | The Two Mr. Kissels                      | met Johnny Klimek |
| 2011 | Locke & Key                              | met Johnny Klimek |
| 2019 | Deadwood: The Movie                      | met Johnny Klimek |

### Televisieseries
| Jaar | Titel                | Opmerkingen                  |
| ---- | -------------------- | ---------------------------- |
| 1984 | Tatort               | 1984-1999                    |
| 2002 | Without a Trace      | met Johnny Klimek            |
| 2004 | Deadwood             | 2004-2006, met Johnny Klimek |
| 2007 | John from Cincinnati | met Johnny Klimek            |
| 2008 | Dell & Richthoven    |                              |
| 2012 | Awake                | met Johnny Klimek            |
| 2014 | Legends              | met Tree Adams               |
| 2014 | Helix                | 2014-2015                    |
| 2015 | Deutschland 83       |                              |
| 2016 | Berlin Station       | 2016-2017                    |
| 2018 | Deutschland 86       |                              |
| 2020 | Deutschland 89       |                              |

### Documentaires
| Jaar | Titel         | Opmerkingen                       |
| ---- | ------------- | --------------------------------- |
| 2011 | Glücksformeln | met Johnny Klimek en Bruce Winter |

## Prijzen en nominaties

### Golden Globe Awards
| Jaar | Titel       | Categorie        | Uitslag     |
| ---- | ----------- | ---------------- | ----------- |
| 2013 | Cloud Atlas | Beste filmmuziek | Genomineerd |